# 1958-as magyar atlétikai bajnokság
Az 1958-as magyar atlétikai bajnokság a 63. magyar bajnokság volt.

## Eredmények

### Férfiak
| Versenyszám                        | Arany                                                                                      | Arany     | Ezüst                                                                  | Ezüst     | Bronz                                                         | Bronz     |
| ---------------------------------- | ------------------------------------------------------------------------------------------ | --------- | ---------------------------------------------------------------------- | --------- | ------------------------------------------------------------- | --------- |
| 100 m                              | Goldoványi Béla Bp. Építők                                                                 | 10,7      | Jakabfy Sándor BEAC                                                    | 10,8      | Gyuricza György BVSC                                          | 10,9      |
| 200 m                              | Goldoványi Béla Bp. Építők                                                                 | 21,4      | Csutorás Csaba TFSE                                                    | 21,7      | Jakabfy Sándor BEAC                                           | 21,7      |
| 400 m                              | Csutorás Csaba TFSE                                                                        | 47,8      | Pangert László Újpesti Dózsa                                           | 49,6      | Kálmámfi Géza Bp. Honvéd                                      | 50,2      |
| 800 m                              | Szentgáli Lajos Újpesti Dózsa                                                              | 1:49,6    | Rózsavölgyi István Bp. Honvéd                                          | 1:50,4    | Kovács Lajos Újpesti Dózsa                                    | 1:50,8    |
| 1500 m                             | Rózsavölgyi István Bp. Honvéd                                                              | 3:48,2    | Kovács Lajos Újpesti Dózsa                                             | 3:49,6    | Somkuti János MTK                                             | 3:49,7    |
| 5000 m                             | Iharos Sándor Bp. Honvéd                                                                   | 14:13,8   | Szabó Miklós MAFC                                                      | 14:13,8   | Kovács József MTK                                             | 14:21,4   |
| 10 000 m                           | Dunai Károly Újpesti Dózsa                                                                 | 30:37,6   | Szalay Béla Magyar Pamut                                               | 30:38,8   | Béres Ernő BEAC                                               | 30:55,8   |
| 4 × 100 m                          | Hencz Jenő Kiss László Országh József Tóth Béla Tatabányai Bányász                         | 42,4      | BEAC                                                                   | 42,9      | Újpesti DózsaBVSC                                             | 43,3      |
| 4 × 200 m                          | Hencz Jenő Kiss László Országh József Tóth Béla Tatabányai Bányász                         | 1:29,4    | Kovács István Bp. Honvéd                                               | 1:29,9    | Újpesti Dózsa                                                 | 1:30,1    |
| 4 × 400 m                          | Rózsavölgyi István Szécsi Jenő Kálmánfi Géza Kovács István Bp. Honvéd                      | 3:21,4    | Szentgáli Lajos Újpesti Dózsa                                          | 3:21,7    | Vasas                                                         | 3:29,0    |
| 4 × 800 m                          | Kolozs Zoltán Varga Gyula Kovács Lajos Szentgáli Lajos Újpesti Dózsa                       | 7:44,8    | MAFC                                                                   | 7:50,8    | Vasas                                                         | 7:55,6    |
| 4 × 1500 m                         | Szentgáli Lajos Kolozs Zoltán Varga Gyula Kovács Lajos Újpesti Dózsa                       | 15:56,4   | Szabó Miklós Hecker Gerhart Wittine László Szekeres Béla MAFC          | 16:02,3   | Bp. Honvéd                                                    | 16:33,8   |
| 110 m gát                          | Retezár Imre Újpesti Dózsa                                                                 | 14,4      | Szőke Gábor Vasas                                                      | 15,3      | Turóczy Árpád Bp. Honvéd                                      | 15,8      |
| 200 m gát                          | Retezár Imre Újpesti Dózsa                                                                 | 23,9      | Botár Attila Újpesti Dózsa                                             | 24,0      | Munkácsi István Magyar Pamut                                  | 24,4      |
| 400 m gát                          | Botár Attila Újpesti Dózsa                                                                 | 53,0      | Lombos Dezső Pécsi VSK                                                 | 55,3      | Majercsik Mihály Bp. Spartacus                                | 55,4      |
| 3000 m akadály                     | Varga Gyula Újpesti Dózsa                                                                  | 8:45,6    | Jeszenszky László MTK                                                  | 8:50,4    | Bárkányi István Szegedi VSE                                   | 9:02,8    |
| 20 km gyaloglás június 29.         | Havasi István Vasas                                                                        | 1:38:26,2 | Balajcza Tibor Pécsi Dózsa                                             | 1:39:00,0 | Ferenczi Ferenc Ceglédi VSE                                   | 1:42:38,6 |
| 50 km gyaloglás július 13.         | Havasi István Vasas                                                                        | 4:47:15,2 | Szabó Géza Előre                                                       | 5:00:29,0 | Mucsi József Postás                                           | 5:11:59,4 |
| magasugrás                         | Medovárszky János Gyulai MEDOSZ                                                            | 200 cm    | Noszály Sándor Bp. Honvéd                                              | 197 cm    | Kisgergely Jenő BEAC                                          | 197 cm    |
| távolugrás                         | Földessy Ödön Újpesti Dózsa                                                                | 737 cm    | Mihályfi László Egri SC                                                | 713 cm    | Bense György Vasas                                            | 691 cm    |
| hármasugrás                        | Bolyki István Bp. Honvéd                                                                   | 14,51 m   | Czapalai Gyula TFSE                                                    | 14,42 m   | Maxim János TFSE                                              | 14,15 m   |
| rúdugrás                           | Horváth János Újpesti Dózsa                                                                | 430 cm    | Miskei János Bp. Honvéd                                                | 430 cm    | Csaba András Vasas                                            | 410 cm    |
| súlylökés                          | Varjú Vilmos VM KÖZÉRT                                                                     | 16,09 m   | Mihályfi János Bajai Építők                                            | 16,04 m   | Kövesdi Ferenc Újpesti Dózsa                                  | 15,90 m   |
| diszkoszvetés                      | Szécsényi József Bp. Honvéd                                                                | 54,00 m   | Klics Ferenc Vasas                                                     | 52,17 m   | Lévai Károly Bp. Honvéd                                       | 50,10 m   |
| gerelyhajítás                      | Kulcsár Gergely Bp. Építők                                                                 | 76,36 m   | Petővári Attila Vasas                                                  | 73,66 m   | Lukács János Pécsi VSK                                        | 69,42 m   |
| kalapácsvetés                      | Zsivótzky Gyula Újpesti Dózsa                                                              | 62,32 m   | Csermák József Tapolcai MÁV                                            | 61,95 m   | Gulyás János Nyíregyházi VSC                                  | 57,48 m   |
| tízpróba                           | Horváth János Újpesti Dózsa                                                                | 5488      | Józsa Bálint Bp. Spartacus                                             | 5426      | Hubai Gyula Csepel SC                                         | 5128      |
| maraton június 15.                 | Kovács Zoltán Bp. Honvéd                                                                   | 2:37:51   | Rusovszky Gyula Testvériség                                            | 2:39:06   | Esztergomi Mihály Előre                                       | 2:45:52,6 |
| mezei futás április 13.            | Kovács József MTK                                                                          | 30:36,6   | Jeszenszky László MTK                                                  | 31:26,8   | Udvardi Ferenc MTK                                            | 31:33,8   |
| kis mezei futás (4 km) április 13. | Rózsavölgyi István Bp. Honvéd                                                              | 11:39,0   | Szabó Miklós MAFC                                                      | 11:40,8   | Kovács Lajos Újpesti Dózsa                                    | 11:47,2   |
| 5000 m csapat                      | Szabó Miklós Gerhard Hecker Berta Hubert Pintér János MAFC                                 | 24        | Kovács Lajos Dunai Károly Kolozs Zoltán Simon II. István Újpesti Dózsa | 37        | Sovák János Kovács Imre Teket Sándor Kovács Zoltán Bp. Honvéd | 51        |
| 20 km gyaloglás csapat június 29.  | Havasi István Sorger Sándor Kapusi János Vasas SC                                          | 20        | Deák Ferenc Mucsi József Szabó József Postás                           | 22        | Tesch Ferenc Szabó Géza Előre                                 | 42        |
| 50 km gyaloglás csapat július 13.  | Mucsi József Deák Ferenc Szabó József Postás SE                                            | 12        | Szabó Géza Briss Félix Farkas P Előre                                  | 17        | Temesvári Gyula Rózsa Dezső Széler László Szegedi Spartacus   | 29        |
| csapat maraton június 15.          | Esztergomi Mihály Pataki Károly Szabó Géza Előre SC                                        | 16        | Kiss József Újpesti Dózsa                                              | 32        | Rusovszky Gyula Testvériség                                   | 36        |
| magasugrás csapat                  | Bodó Árpád Csepregi György Kisgergely Jenő Maros István Csontos István Bp. Egyetemi AC     | 184,4 cm  | Noszály Sándor Bp. Honvéd                                              | 178 cm    | Vasas                                                         | 176,2 cm  |
| távolugrás csapat                  | Németh Róbert Horváth János Földessy Ödön Kercsik Iván Botár Attila Újpesti Dózsa          | 651,4 cm  | Nagy Zs. TFSE                                                          | 643,8 cm  | Tipográfia                                                    | 615,2 cm  |
| rúdugrás csapat                    | Csaba András Kismartoni Károly Csányi Zoltán Egressy András Gaász Tibor Vasas SC           | 358 cm    | Csepel SC                                                              | 334 cm    | Horváth János Újpesti Dózsa                                   | 326 cm    |
| hármasugrás csapat                 | Czapalai Gyula Maxim János Csohány Pál Váczi Pál Nagy Zsigmond TFSE                        | 13,576 m  | Németh Róbert Újpesti Dózsa                                            | 13,55 m   | Bolyki István Bp. Honvéd                                      | 13,07 m   |
| súlylökés csapat                   | Kövesdi Ferenc Zsivótzky Gyula Héra Attila Debreceni Jenő Sík József Újpesti Dózsa         | 13,45 m   | Nagy Zsigmond TFSE                                                     | 13,29 m   | Lévai Károly Bp. Honvéd                                       | 12,58 m   |
| diszkoszvetés csapat               | Klics Ferenc Saskői Alfonz Petővári Attila Petróczi Sándor Fülöp Jenő Vasas SC             | 44,086 m  | Kövesdi Ferenc Héra Attila Zsivótzky Gyula Újpesti Dózsa               | 43,66 m   | Szécsényi József Lévai Károly Bp. Honvéd                      | 42,60 m   |
| kalapácsvetés csapat               | Németh Imre Pekár Lajos Mecseki Attila Ádám Antal Ispán Barna Vasas SC                     | 51,01 m   | Eckschmiedt Sándor MÁVAG                                               | 46,57 m   | Zsivótzky Gyula Újpesti Dózsa                                 | 43,60 m   |
| gerelyhajítás csapat               | Petővári Attila Barabás György Szakasits György Nyerges István Kellermayer Miklós Vasas SC | 61,272 m  | TFSE                                                                   | 51,27 m   | Székesfehérvári MÁV                                           | 50,49 m   |
| mezei futás csapat április 13.     | Kovács József Jeszenszky László Udvardi Ferenc MTK                                         | 6         | Kovács Zoltán Sovák János Bp. Honvéd                                   | 28        | Dobronyi József Esztergomi Mihály Előre                       | 44        |
| kis mezei futás csapat április 13. | Szabó Miklós Szekeres Béla Wittine László Műegyetemi AFC                                   | 19        | Kovács Lajos Dunai Károly Aranyi Újpesti Dózsa                         | 27        | Rózsavölgyi István Iharos Sándor Bp. Honvéd                   | 27        |

### Nők
| Versenyszám                    | Arany                                                                        | Arany    | Ezüst                                                       | Ezüst    | Bronz                                | Bronz    |
| ------------------------------ | ---------------------------------------------------------------------------- | -------- | ----------------------------------------------------------- | -------- | ------------------------------------ | -------- |
| 100 m                          | Bata Teréz Egri SC                                                           | 12,2     | Somogyi Nándorné Újpesti Dózsa                              | 12,2     | Heldt Erzsébet Újpesti Dózsa         | 12,3     |
| 200 m                          | Németh Ida Újpesti Dózsa                                                     | 25,0     | Munkácsi Antónia Magyar Posztó                              | 25,3     | Heldt Erzsébet Újpesti Dózsa         | 25,3     |
| 400 m                          | Németh Ida Újpesti Dózsa                                                     | 56,0     | Munkácsi Antónia Magyar Posztó                              | 57,9     | Molnár Rózsa Előre                   | 58,6     |
| 800 m                          | Kazi Aranka BVSC                                                             | 2:09,0   | Rőder Katalin Vasas                                         | 2:13,1   | Sasvári Gizella Nagykanizsai Bányász | 2:13,3   |
| 4 × 100 m                      | Varga II Szilvia Weil Ádámné Boros Zsuzsa Várkonyi Zsuzsa MTK                | 50,4     | BEAC                                                        | 50,6     | Debreceni Építők                     | 52,6     |
| 4 × 200 m                      | Somogyi Nándorné Orbán Irén Bánsági Teréz Németh Ida Újpesti Dózsa           | 1:45,8   | MTK                                                         | 1:49,2   | BVSC                                 | 1:49,5   |
| 3 × 800 m                      | Somogyi Nándorné Németh Ida Bánsági Teréz Újpesti Dózsa                      | 7:13,4   | Debreceni Építők                                            | 7:34,6   | Bp. Honvéd                           | 7:51,0   |
| 80 m gát                       | Somogyi Nándorné Újpesti Dózsa                                               | 11,3 cm  | Benkovits Györgyi BEAC                                      | 11,6     | Németh Ida Újpesti Dózsa             | 11,7     |
| magasugrás                     | Keresztes Márta BEAC                                                         | 157 cm   | Knapp Mária Ferencvárosi TC                                 | 154 cm   | Pokorny Györgyi TFSE                 | 154 cm   |
| távolugrás                     | Kun Irén Vasas                                                               | 567 cm   | Somogyi Nándorné Újpesti Dózsa                              | 564 cm   | Rázga Zsuzsa Vasas                   | 564 cm   |
| súlylökés                      | Fehér Mária Előre                                                            | 13,44 m  | Mikus Judit Újpesti Dózsa                                   | 13,29 m  | Bagó Vera Bp. Építők                 | 13,21 m  |
| diszkoszvetés                  | Hegedűs Györgyi TFSE                                                         | 47,20 m  | Bucsányi Ida TFSE                                           | 44,63 m  | Serédi Zsuzsa MTK                    | 44,50 m  |
| gerelyhajítás                  | Balogh Anikó Vasas                                                           | 48,05 m  | Krebs Sándorné MTK                                          | 45,42 m  | Pitrolffy Katalin MAFC               | 43,85 m  |
| ötpróba                        | Oó Erzsébet Bp. Honvéd                                                       | 4070     | Somogyi Nándorné Újpesti Dózsa                              | 4013     | Németh Ida Újpesti Dózsa             | 3998     |
| mezei futás 1500 m április 13. | Rőder Katalin Bp. Vasas                                                      | 4:47,6   | Kazi Aranka BVSC                                            | 4:52,6   | Ughy Piroska Bp. Petőfi              | 4:59,0   |
| magasugrás csapat              | Pokornyi Györgyi Braun Györgyi Retkes Luca Závodni Anna Varga Klára TFSE     | 145,8 cm | Szlonkai Erzsébet MTK                                       | 142,6 cm | Újpesti Dózsa                        | 142 cm   |
| távolugrás csapat              | Weil Ádámné Pénzes Margit Varga II Szilvia Várkonyi Zsuzsa Boros Zsuzsa MTK  | 492 cm   | Huba Zsuzsa TFSE                                            | 486,2 cm | Zándokiné Nagy Ilona Kovács V BVSC   | 484,2 cm |
| súlylökés csapat               | Wicián Klára Hegedűs Györgyi Bucsányi Mária Bucsányi Ida Jánosi Ida TFSE     | 10,91 m  | Bp. Honvéd                                                  | 10,88 m  | Bognár Judit MTK                     | 10,86 m  |
| diszkoszvetés csapat           | Serédi Zsuzsa Bognár Judit Kiss Emőke Krebs Sándorné Bertalan Edit MTK       | 38,304 m | Hegedűs Györgyi Bucsányi Ida                                | 37,61 m  | Újpesti Dózsa                        | 33,42 m  |
| gerelyhajítás csapat           | Antal Márta Balogh Anikó Varga I Szilvia Fehér Katalin Bíró Katalin Vasas SC | 37,92 m  | Pallós Mária Krebs Sándorné MTK                             | 36,09 m  | Miklós Judit Bp. Honvéd              | 31,06 m  |
| mezei futás csapat április 13. | Oros Ágnes Szuper Ilona Bokori Teréz Bp. Spartacus                           | 17       | Kindrusz Erzsébet Naményi Lenke Rőzse Júlia Nyíregyházi VSC | 38       | Törekvés                             | 47       |

### Magyar atlétikai csúcsok
- n. 300 m 39.9 ocs. Munkácsi Antónia MPSC Debrecen 9. 28.
- n. 400 m 56.6 ocsb. Németh Ida Ú. Dózsa Prága 6. 21.
- n. 400 m 55.5 ocs. Németh Ida Ú. Dózsa Kijev 7. 13.
- 1500 m 3:40.3 ocs. Rózsavölgyi István Bp. Honvéd Budapest 8. 5.
- 1500 m 3:40.0 ocs. Rózsavölgyi István Bp. Honvéd Göteborg 8. 28.
- n. 1500 m 4:32.8 ocs. Kazi Aranka BVSC Budapest 10. 23.
- 15 000 m 46:27.6 ocs. Gerhard Hecker MAFC Budapest 10. 5.
- 110 m gát 14.5 ocsb. Retezár Imre Ú. Dózsa Budapest 6. 28.
- 110 m gát 14.4 ocs. Retezár Imre Ú. Dózsa Budapest 6. 28.
- 110 m gát 14.4 ocsb. Retezár Imre Ú. Dózsa Budapest 7. 26.
- magasugrás 204 cm ocs. Bodó Árpád BEAC Budapest 6. 28.
- súlylökés 16.63 m ocs. Varjú Vilmos  V. M. KÖZÉRT 8. 5.
- súlylökés 16.96 m ocs. Varjú Vilmos  V. M. KÖZÉRT 8. 10.
- n. súlylökés 15.08 m ocs. Bognár Judit MTK Budapest 6. 14.
- diszkoszvetés 56.02 m ocs. Szécsényi József Bp. Honvéd Budapest 6. 29.
- diszkoszvetés 56.34 m ocs. Szécsényi József Bp. Honvéd Kijev 7. 13.
- diszkoszvetés 56.60 m ocs. Szécsényi József Bp. Honvéd Szeged 8. 10.
- n. diszkoszvetés 48.12 m ocs. Hegedűs Györgyi TFSE Budapest 5. 25.
- n. diszkoszvetés 48.98 m ocs. Hegedűs Györgyi TFSE Budapest 10. 7.
- kalapácsvetés 62.88 m ocs. Zsivótzky Gyula Ú. Dózsa Budapest 6. 14.
- kalapácsvetés 63.68 m ocs. Zsivótzky Gyula Ú. Dózsa Stockholm 8. 21.
- kalapácsvetés 63.84 m ocs. Zsivótzky Gyula Ú. Dózsa Budapest 9. 7.
- kalapácsvetés 64.10 m ocs. Zsivótzky Gyula Ú. Dózsa Budapest 9. 21.